# Genaro Estrada
Genaro Estrada är en ort i Mexiko.   Den ligger i kommunen Sinaloa och delstaten Sinaloa, i den västra delen av landet, 1 200 km nordväst om huvudstaden Mexico City. Genaro Estrada ligger 97 meter över havet och antalet invånare är 3 355.
Terrängen runt Genaro Estrada är platt. Runt Genaro Estrada är det glesbefolkat, med 19 invånare per kvadratkilometer. Genaro Estrada är det största samhället i trakten. Trakten runt Genaro Estrada består till största delen av jordbruksmark.